# Linia kolejowa 150 Budapest – Kelebia
Linia kolejowa Budapest – Kelebia – główna linia kolejowa na Węgrzech. Jest to linia jednotorowa, w całości zelektryfikowana, sieć jest zasilana prądem przemiennym 25 kV 50 Hz.

## Historia
Linia została oddana do użytku 15 czerwca 1883 roku.